# Siphateles alvordensis
Siphateles alvordensis, conhecido em inglês por Alvord chub, é um peixe bentopelágico de água doce da América do Norte, que vive na faixa entre os paralelos de 41º e 42º de latitude norte, na região do Lago Alvord, no sudeste do estado de Oregon e noroeste do estado de Nevada, nos Estados Unidos da América.
O Siphateles alvordensis tem a cabeça curta e afilada, o corpo delgado e achatado e pendúnculo caudal acentuado. Os olhos pequenos ficam na parte superior da cabeça, e a boca na extremidade do focinho arredondado. A sua coloração varia do oliva ao verde escuro no dorso, e há uma linha de pequenas manchas pretas ao longo de cada uma das suas partes laterais superiores; as laterais são prateadas, e as barbatanas oliva (claro ou escuro). O Siphateles alvordensis possui de 58 a 72 escamas laterais, geralmente 7 espinhos dorsais, 7 anais e de 14 a 15 peitorais. O seu comprimento máximo é de 14 centímetros.